# Famille Fáy
Fáy de Fáj ([ˈfaː.i], en hongrois : fáji Fáy család) est le patronyme d'une ancienne famille de la noblesse hongroise.

## Origines
La famille Fáy est l'une des plus anciennes familles du comté de Abaúj. Elle remonte à Rugacs, guerrier sicule tombé en Terre Sainte lors de la cinquième croisade, sous André II de Hongrie, en 1217. Ses fils Don et Barnabás secourent le roi Béla IV lors de la bataille de Mohi en 1241 en lui donnant un cheval en remplacement de celui tombé sous lui. Ils reçoivent de ce dernier la terre de Fáj en 1243. Une branche aujourd'hui éteinte reçoit le titre de comte en 1809,,

## Membres notables
- Ferenc Fáy, capitaine de la ville de Kassa sous Ladislas I de Hongrie (1440-1444).
- István III Fáy, député du comté de Abaúj en 1584, il est envoyé en mission auprès de la Sublime Porte.
- István IV Fáy, alispán de Abaúj. Fils du précédent.
- Ferenc Fáy, alispán de Borsod, partisan de Rákóczi.
- András Fáy (1786-1864), parlementaire et écrivain hongrois.
- Ágoston Fáy, főispán de Ugocsa, il reçoit le titre de comte en 1809.
- Antal Fáy (hu) (1805-1872), compositeur, pianiste et homme politique hongrois.
- Gusztáv Fáy (1814-1895), magistrat, főispán.
- Gusztáv Fáy (hu) (1824-1866), écrivain, journaliste, vice-greffier en chef du comté de Pest, compositeur hongrois.
- Ákos Fáy (1839-1909), colonel de hussard de la Honvéd, aide-de-camp de l'archiduc Joseph, historien, chambellan KuK (1883) [4].
- comte István Fáy (hu) (1809-1862), compositeur, collectionneur d'art.
- Szeréna Fáy (hu) (1865-1934), actrice hongroise, professeur à l'Académie d'art dramatique et membre à vie du Théâtre national.

## Galerie

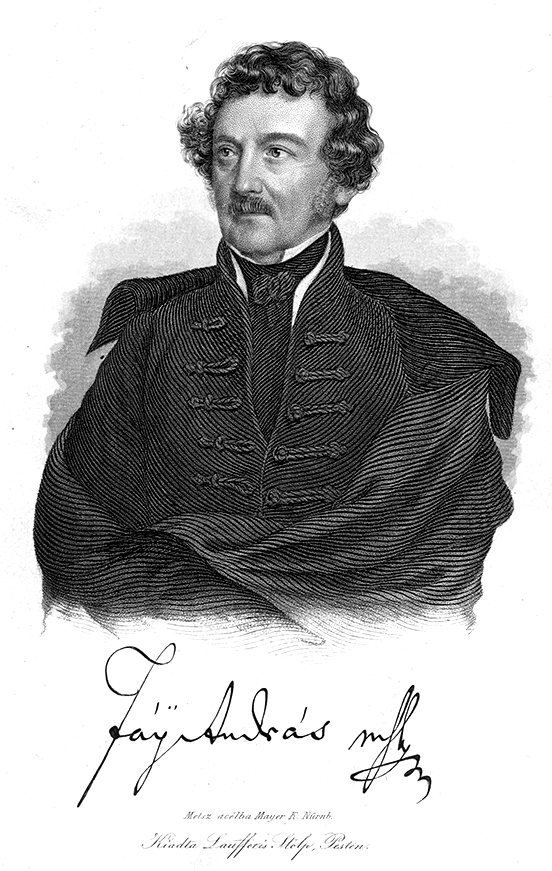
András Fáy (1786-1864)
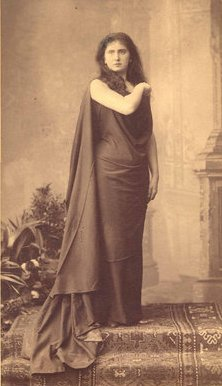
L'actrice Szeréna Fáy (1890)
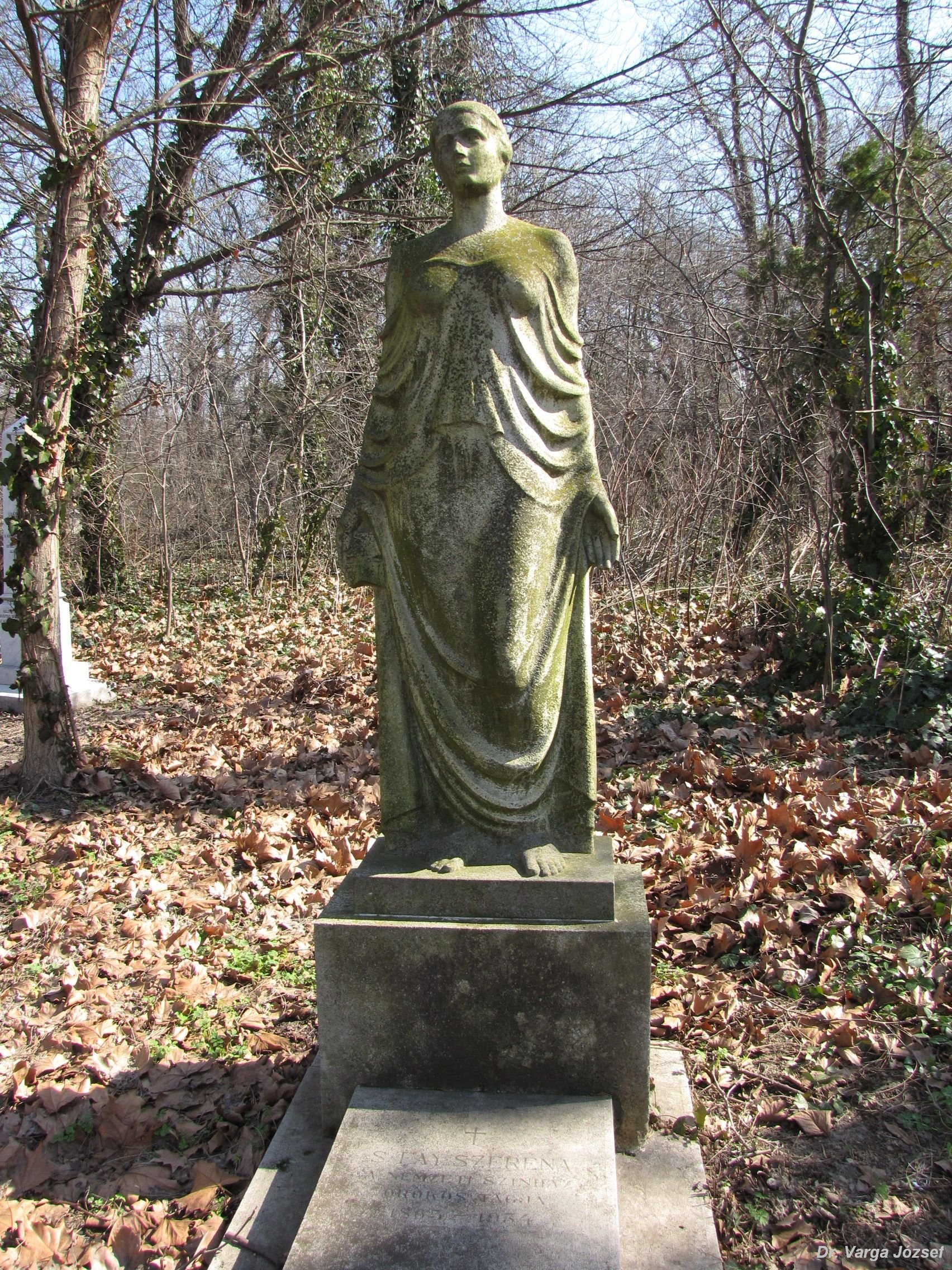
Tombe de la précédente au cimetière national de Fiumei út
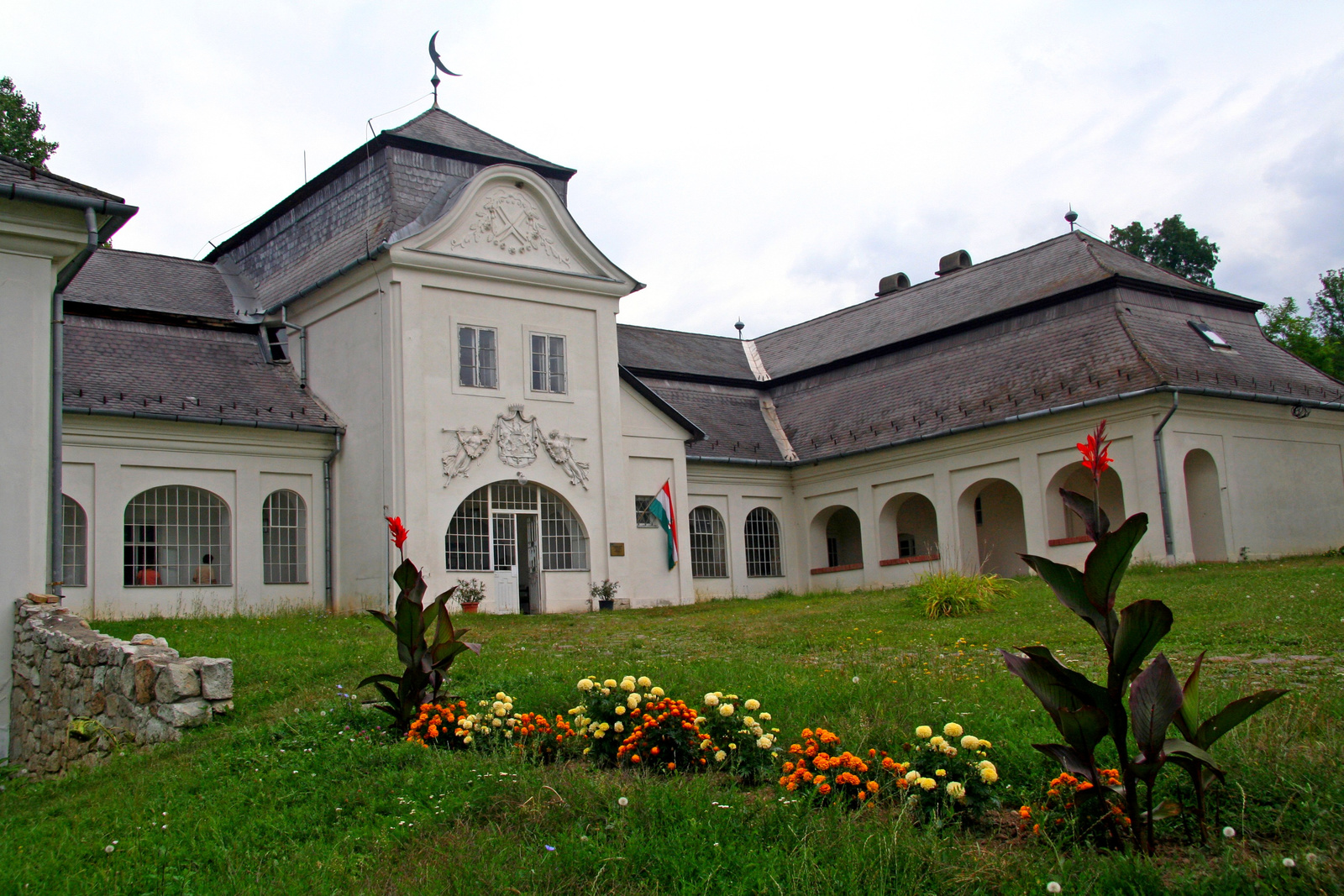
Château Fáy de Fáj